# Becskeháza
Becskeháza là một thị trấn thuộc hạt Borsod-Abaúj-Zemplén, Hungary. Thị trấn này có diện tích 5 km², dân số năm 2010 là 37 người, mật độ 7 người/km².